# Lijst van eredoctoraten van de Erasmus Universiteit Rotterdam

Logo Erasmus Universiteit

Dit is een lijst van de eredoctoraten van de Erasmus Universiteit Rotterdam. De universiteit werd in 1913 opgericht als Nederlandsche Handels-Hoogeschool. In 1939 leidde wettelijke erkenning ook tot een naamsverandering, tot  Nederlandsche Economische Hoogeschool. In 1973 veranderde de naam in Erasmus Universiteit Rotterdam.
Eredoctoraten worden ter gelegenheid van de Dies Natalis toegekend aan “natuurlijke personen wegens uitstekende verdiensten in aan de EUR beoefende wetenschappen”. Naast de wetenschappelijke eredoctoraten reikt de Erasmus Universiteit incidenteel een "maatschappelijk eredoctoraat" uit.

## Sinds 2000
| Jaar | Naam                  | Afbeelding | Vakgebied                |
| ---- | --------------------- | ---------- | ------------------------ |
| 2024 | Koen Lenaerts         |            | rechten                  |
| 2024 | Alison Wylie          |            | filosofie                |
| 2023 | Guido Imbens          |            | economie                 |
| 2022 | Ien Ang               |            | culturele studies        |
| 2022 | Ann Masten            |            | psychologie              |
| 2021 | Karl Deisseroth       |            | psychiatrie              |
| 2021 | Trisha Greenhalgh     |            | gezondheidswetenschappen |
| 2020 | Jane Dutton           |            | management               |
| 2020 | Katharina Pistor      |            | rechten                  |
| 2019 | Dani Rodrik           |            | economie                 |
| 2019 | Esther Duflo          |            | economie                 |
| 2018 | Debra Satz            |            | filosofie                |
| 2018 | George Davey Smith    |            | geneeskunde              |
| 2018 | Nina Glick-Schiller   |            | sociale wetenschappen    |
| 2017 | Christopher Hood      |            | bestuurskunde            |
| 2016 | Dan Ariely            |            | management               |
| 2016 | John R. Hauser        |            | marketing                |
| 2015 | Paul Gertler          |            | economie                 |
| 2015 | John P.A. Ioannidis   |            | epidemioloog             |
| 2014 | Nancy Fraser          |            | sociale wetenschappen    |
| 2013 | Cass Sunstein         |            | economie                 |
| 2013 | Steven Levitt         |            | economie                 |
| 2013 | Philip Kitcher        |            | filosofie                |
| 2013 | Donald C. Hambrick    |            | management               |
| 2013 | Brian Druker          |            | geneeskunde              |
| 2013 | Robert Chambers       |            | sociologie               |
| 2013 | Craig Calhoun         |            | sociologie               |
| 2013 | Arjun Appadurai       |            | antropologie             |
| 2012 | Alice Eagly           |            | management               |
| 2012 | Mike Drummond         |            | gezondheid & economie    |
| 2011 | Alan Rodger (postuum) |            | rechten                  |
| 2010 | Geoffrey Norman       |            | epidemiologie            |
| 2009 | Daniel Kahneman       |            | psychologie; economie    |
| 2008 | Hau Lee               |            | management               |
| 2008 | Sonia Livingstone     |            | psychologie              |
| 2008 | Guido Calabresi       |            | rechten                  |
| 2007 | Barry Bloom           |            | immunologie              |
| 2006 | Clive Granger         |            | econometrie              |
| 2006 | Jonathan Israel       |            | geschiedenis             |
| 2006 | Arnold Zellner        |            | econometrie              |
| 2005 | Richard Thaler        |            | economie                 |
| 2004 | Howard Becker         |            | sociologie               |
| 2003 | Johan Olsen           |            | politicologie            |
| 2003 | Paul Nurse            |            | genetica                 |
| 2003 | Thomas Schelling      |            | economie                 |
| 2002 | Jutta Limbach         |            | rechten                  |

## 1913-1999
| Jaar | Naam                       | Afbeelding | Vakgebied                          |
| ---- | -------------------------- | ---------- | ---------------------------------- |
| 1998 | Peter Wells                |            | geneeskunde                        |
| 1998 | Hubert Dreyfus             |            | filosofie                          |
| 1998 | Peter Checkland            |            | management                         |
| 1998 | Antonio Cassese            |            | rechten                            |
| 1996 | Herman Tjeenk Willink      |            | sociale wetenschappen              |
| 1995 | Sumitro Djojohadikusumo    |            | economie                           |
| 1993 | R.B. Stewart               |            | rechten                            |
| 1993 | Stephen Ross               |            | economie                           |
| 1993 | Michael Porter             |            | economie                           |
| 1991 | Richard von Weizsäcker     |            | politiek                           |
| 1988 | Gerardo Marotta            |            | filosofie                          |
| 1988 | Jürgen Kocka               |            | sociale geschiedenis               |
| 1988 | Anton Dreesmann            |            | economie                           |
| 1988 | Désiré Collen              |            | biotechnologie                     |
| 1988 | Theo van Boven             |            | rechten                            |
| 1988 | Jagdish Bhagwati           |            | economie                           |
| 1983 | Charles Tilly              |            | sociologie                         |
| 1983 | Henri Theil                |            | ecoonometrie                       |
| 1983 | Niels Kaj Jerne            |            | immunologie                        |
| 1978 | Hilda Verwey-Jonker        |            | sociologie                         |
| 1978 | Enrique Silva Cimma        |            | rechten                            |
| 1978 | Jan Reuder                 |            | rechten                            |
| 1978 | Cees Oomens                |            | economie, statistiek               |
| 1978 | Walter Isard               |            | economie                           |
| 1976 | Andries Querido            |            | interne geneeskunde                |
| 1976 | Cornelis A. G. Wiersma     |            | geneeskunde                        |
| 1976 | Torbjörn Caspersson        |            | geneeskunde                        |
| 1973 | Koos Polak                 |            | economie                           |
| 1972 | Herbert Simon              |            | economie                           |
| 1968 | Hollis B. Chenery          |            | economie                           |
| 1963 | Tjalling Koopmans          |            | economie                           |
| 1963 | Marius Holtrop             |            | economie                           |
| 1958 | Karel Paul van der Mandele |            | "wegens uitzonderlijke verdienste" |
| 1954 | Willem Anton Engelbrecht   |            | economie                           |
| 1948 | Paul Rijkens               |            | economie                           |
| 1948 | Willem Drees               |            | economie                           |
| 1947 | Théodore Limperg           |            | economie                           |
| 1946 | William Beveridge          |            | economie                           |
| 1930 | Arnold de Kat Angelino     |            | economie                           |
| 1928 | Anton Philips              |            | economie                           |
| 1928 | George Hintzen             |            | economie                           |
| 1922 | Anton Kröller              |            | economie                           |